# Брави
Бра́ви (итал. bravi — смелый) — название шаек авантюристов, по найму совершавших всякого рода преступления в Италии XVII - XVIII веков. Шайками брави часто пользовались, чтобы избавиться от того или иного политического противника.
Брави, в частности, описаны в романе Алессандро Мандзони Обрученные.
В современном итальянском языке (особенно в литературе) слово используется как название подозрительных компаний, склонных к насилию, или для обозначения собственно наёмных убийц.